# Rubraea kraka
Rubraea kraka is een vlinder uit de familie van de Nymphalidae. De wetenschappelijke naam van deze soort is voor het eerst voorgesteld, als Acraea kraka, door Per Olof Christopher Aurivillius in een publicatie uit 1893.

## Verspreiding
Deze soort komt voor in de bossen van Ghana, Oost- Nigeria, Kameroen, Equatoriaal Guinee (Bioko), Gabon, Congo-Kinshasa (Opper-Uele en/of Neder-Uele, Ituri, Zuid-Kivu) en West-Oeganda. 

## Waardplanten
De rups leeft op Caloncoba-soorten (Achariaceae).